# Manor (empresa)
Manor AG es una cadena de tiendas suiza con sede en Basilea. Con una cuota de mercado estimada del 60%, Manor es la cadena de grandes almacenes más grande de Suiza. El grupo Manor comprende 64 tiendas, con un número de empleados de 10.600 aproximadamente. El grupo, que es propiedad del holding Maus Frères con sede en Ginebra, generó unas ventas totales de 3000 millones de CHF en 2013. Manor está posicionado en el sector de precio medio.

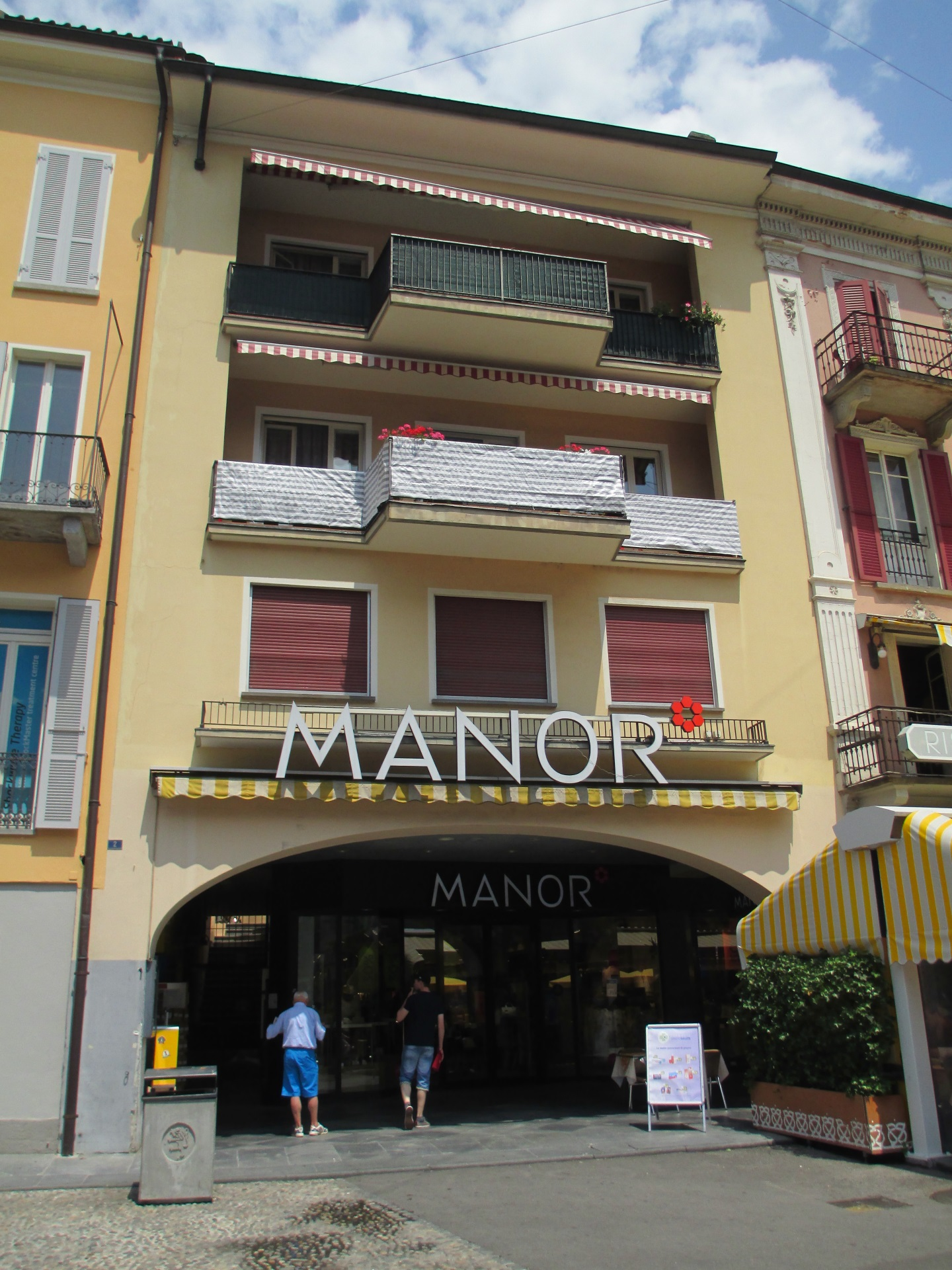
Manor en Locarno

## Historia de la empresa
Los hermanos Henri y Ernest Maus traban amistad con el detallista Léon Nordmann en Biel (Suiza) y abrieron sus almacenes por primera vez en Lucerna en 1902 con el nombre "Léon Nordmann". La más familiar "Manor" (una combinación de los apellidos de los fundadores Maus y Nordmann) no apareció hasta una nueva identidad corporativa que se adoptó alrededor de 1965. Todas las tiendas de la compañía en la Suiza de habla alemana han llevado el nombre Manor desde 1994, y todas las tiendas en el resto del país la hacen desde septiembre de 2000. El nombre normalizado ha proporcionado a Manor una mejor determinación, mayor transparencia del mercado, la simplificación de las comunicaciones y una presencia a nivel nacional.

## Tiendas y marcas propias
Manor posee varias tiendas. Las principales son:
- Manor (Grandes almacenes)
- Manor Food (Supermercados)
- Manora (Restaurantes)
- Appunto (Restaurantes)
- Sanovit (Drogerías)

Las marcas propias de Manor más conocidas son:
| - Manor - Manor Woman (Ropa) - Manor Man (Ropa) - Manor Junior (Ropa) - Manor Kids (Ropa) - Manor Baby (Ropa) - Manor Sport (Ropa deportiva) | - Avant Première by Manor (Ropa) - Yes or No by Manor (Ropa) - Manor Collections (Hogar) - Manor Everyday (Alimentación) - Manor Bio (Alimentación) - Lokal (Alimentación) |